# ديفيد كلارك (لاعب هوكي الجليد)
ديفيد كلارك (بالإنجليزية: David Clarke)‏ هو لاعب هوكي الجليد بريطاني، ولد في 5 أغسطس 1981 في بيتربرة في المملكة المتحدة.

## وصلات خارجية
- دايفيد كلارك على موقع EliteProspects.com (الإنجليزية)
- دايفيد كلارك على موقع Eurohockey.com (الإنجليزية)
- دايفيد كلارك على موقع HockeyDB.com (الإنجليزية)